# Маргарита I (графиня Фландрии)
Маргарита I Эльзасская (фр. Marguerite d'Alsace; около 1145 — 15 ноября 1194) — графиня Фландрии с 1191 года.

## Происхождение
Родители Маргариты — граф Фландрии Тьерри Эльзасский и его 2-я жена Сибилла Анжуйская (ок. 1112/1116 — 1165).
Внучка по отцу — герцога Лотарингии Тьерри II, по матери — графа Анжу и короля Иерусалима Фулька V.

## Личная жизнь
Около 1160 года вышла замуж за Рауля II, графа де Вермандуа, однако этот брак был признан не свершившимся.
В апреле 1169 году вторично вышла замуж за графа Эно и маркграфа Намюра Бодуэна V, сына графа Эно Бодуэна IV и Алисы Намюр, дочери Готфрида Намюра.
У Бодуэна V и Маргариты I Эльзасской было пять сыновей и три дочери:
- Изабелла (23 апреля 1170-15 марта 1190) — жена короля Франции Филиппа II.
- Бодуэн VI (июль 1172—1205) — граф Фландрии и Эно, император Латинской империи.
- Иоланда де Эно (1175—1219) — жена Пьера II де Куртенэ.
- Филипп I Благородный (1175— 9 октября 1212) — маркграф Намюра.
- Генрих I (1176—16 июня 1216) — император Латинской империи.
- Сибилла (1179—9 января 1217), жена Гишара де Боже.
- Юстас (умер в 1219 году) — регент Фессалоникского королевства.
- Готфрид де Эно.

В 1177 году была назначена своим братом Филиппом I Эльзасским наследницей престола Фландрии. В 1191 году Филипп I умер во время третьего крестового похода и Маргарита стала графиней Фландрии. Вместе с ней стал соправителем её муж Бодуэн V (под именем Бодуэна VIII).
Маргарита I Эльзасская умерла в 1194 году.

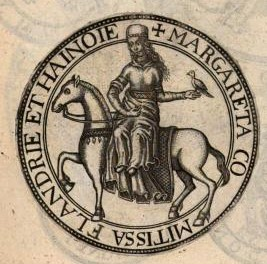
Печать Маргариты I Эльзасской

## Ссылка
- Materialsammlung über Margarete auf mittelalter-genealogie.de